# 拿騷維爾 (佛羅里達州)
拿騷維爾（英語：Nassauville）是位於美國佛羅里達州拿騷縣的一個非建制地區。該地的面積和人口皆未知。

## 地理
拿騷維爾的座標為30°34′09″N 81°31′11″W / 30.56917°N 81.51972°W，而該地的平均海拔高度為4米（即13英尺）。